# 高畑 (名古屋市)
高畑（たかばた）は、愛知県名古屋市中川区の町名。現行行政地名は高畑一丁目から高畑五丁目。住居表示未実施。

## 地理
名古屋市中川区中央部に位置し、東は上高畑二丁目・荒子一〜二丁目・荒子町、西は野田一丁目・中郷一丁目、南は荒子四丁目・荒中町、北は八田町・柳瀬町に接する。

## 歴史
愛知郡高畑村を前身とする。

### 町名の由来
当地周辺は荒子川上流域のやや高い土地であり、畑として開いたことによる。

### 沿革

#### 高畑町
- 1889年（明治22年）10月1日 - 町村制施行に伴い、愛知郡荒子村大字高畑となる[4]。
- 1921年（大正10年）8月22日 - 名古屋市南区へ編入し、同区高畑町となる[4]。
- 1937年（昭和12年）10月1日 - 行政区変更に伴い、中川区所属となる[4]。
- 1966年（昭和41年）10月1日 - 一部が吉良町となる[4]。
- 1974年（昭和49年）1月10日 - 一部が荒子四丁目・荒中町となる[4]。
- 1982年（昭和57年）8月29日 - 一部が高畑一〜五丁目・上高畑一〜二丁目となり、一部を中郷一丁目・八田町・柳瀬町・小本町および荒子一・四丁目へ編入[5][1][4][6]。
- 1984年（昭和59年）11月3日 - 残部が野田一丁目に編入され廃止[1][4]。

#### 高畑
- 1977年（昭和52年）5月1日 - 中郷町の一部より、高畑三〜四丁目が成立[1]。
- 1980年（昭和55年）9月7日 - 八田町の一部より、高畑五丁目が成立[1]。
- 1982年（昭和57年）8月29日 - 高畑町・荒子町の各一部より、高畑一〜二丁目が成立。高畑町の一部を三〜五丁目へ編入[1]。
- 1984年（昭和59年）11月3日 - 野田町の一部を三〜五丁目へ編入。四丁目の一部を野田一丁目へ編入[1]。

## 世帯数と人口
2019年（平成31年）1月1日現在の世帯数と人口は以下の通りである。
| 町名       | 世帯数    | 人口    |
| ---------- | --------- | ------- |
| 高畑一丁目 | 510世帯   | 805人   |
| 高畑二丁目 | 773世帯   | 1,417人 |
| 高畑三丁目 | 532世帯   | 1,030人 |
| 高畑四丁目 | 513世帯   | 962人   |
| 高畑五丁目 | 684世帯   | 1,287人 |
| 計         | 3,012世帯 | 5,501人 |

### 人口の変遷
国勢調査による人口の推移
| 1995年（平成7年）  | 5,084人 | [ WEB 5 ] |  |
| 2000年（平成12年） | 5,263人 | [ WEB 6 ] |  |
| 2005年（平成17年） | 5,274人 | [ WEB 7 ] |  |
| 2010年（平成22年） | 5,491人 | [ WEB 8 ] |  |
| 2015年（平成27年） | 5,451人 | [ WEB 9 ] |  |

## 学区
市立小・中学校に通う場合、学校等は以下の通りとなる。また、公立高等学校に通う場合の学区は以下の通りとなる。
| 町名       | 番地 | 小学校               | 中学校               | 高等学校 |
| ---------- | ---- | -------------------- | -------------------- | -------- |
| 高畑一丁目 | 全域 | 名古屋市立野田小学校 | 名古屋市立一柳中学校 | 尾張学区 |
| 高畑二丁目 | 全域 | 名古屋市立荒子小学校 | 名古屋市立一柳中学校 | 尾張学区 |
| 高畑三丁目 | 全域 | 名古屋市立荒子小学校 | 名古屋市立一柳中学校 | 尾張学区 |
| 高畑四丁目 | 全域 | 名古屋市立野田小学校 | 名古屋市立一柳中学校 | 尾張学区 |
| 高畑五丁目 | 全域 | 名古屋市立野田小学校 | 名古屋市立一柳中学校 | 尾張学区 |

## 施設
- 名古屋市中川区役所

1974年（昭和49年）10月31日、高畑町字宮前30番地と称していた当地に総合庁舎が竣工し、翌年1月から使用を開始した。1987年（昭和62年）5月には講堂控室などが増築されている。総合庁舎内には区役所のほか、名古屋市中川保健センターが入る。
- 名古屋市中川保健センター

1944年（昭和19年）10月1日に八熊町字長町の名古屋市立八熊健康相談所に併設の中川保健所として設置された。数度の移転を経て、総合庁舎内に1975年（昭和50年）1月4日に移転した。
- 名古屋市中川消防署

1940年（昭和15年）11月に港消防署中川出張所として太平通3丁目に設置された。1941年（昭和16年）8月に中川消防署に昇格し、1975年（昭和50年）2月に高畑町字宮前に移転している。
- 高畑公園
- 名古屋荒子郵便局
- 三菱UFJ銀行高畑支店
- あいち銀行高畑支店
- いちい信用金庫高畑支店
- JAなごや中川中部支店
- スターキャット本社
- 盛福寺
- 日照寺
- 浄福寺
- たかばた保育園
- 神明社

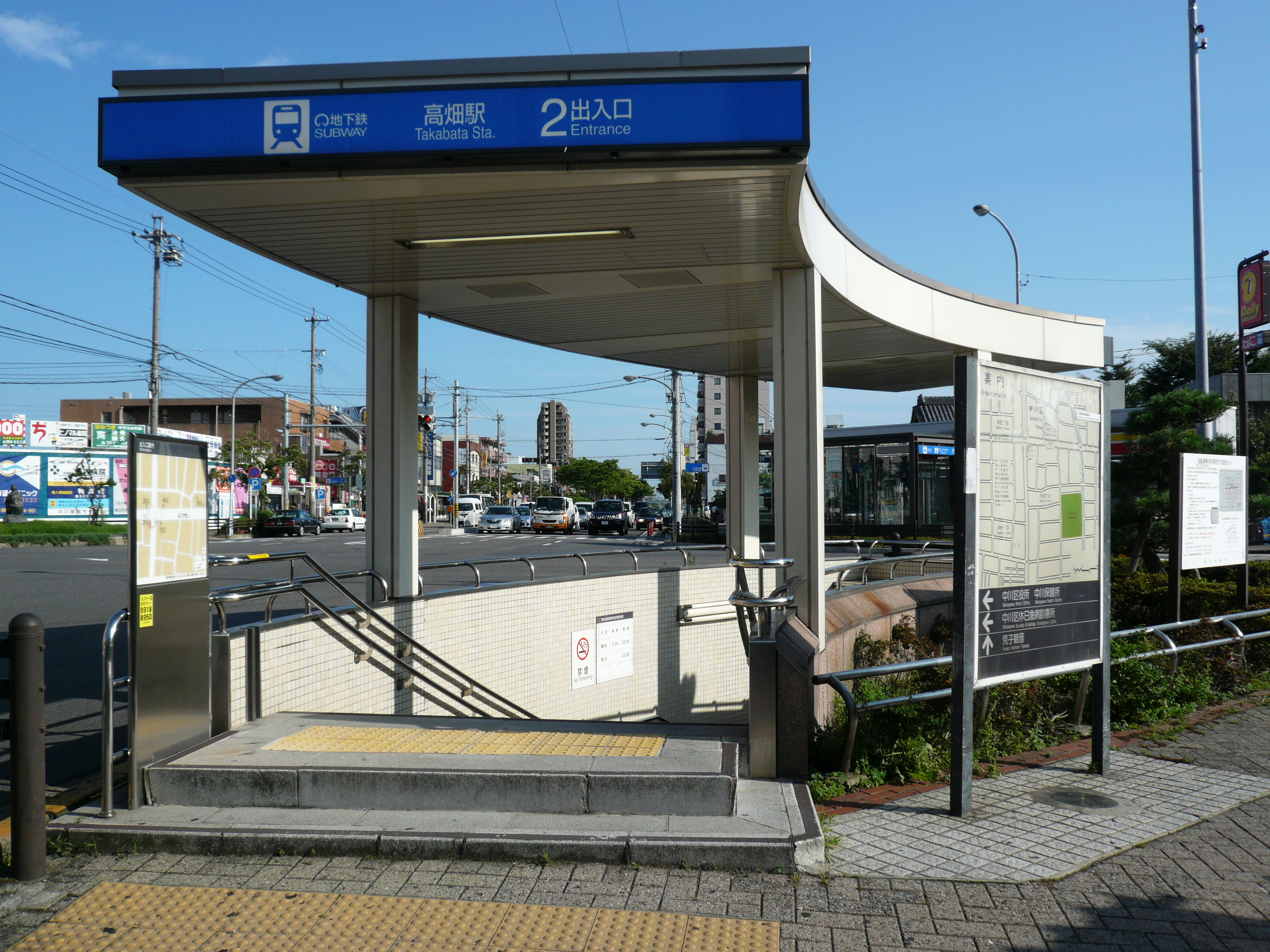
高畑駅
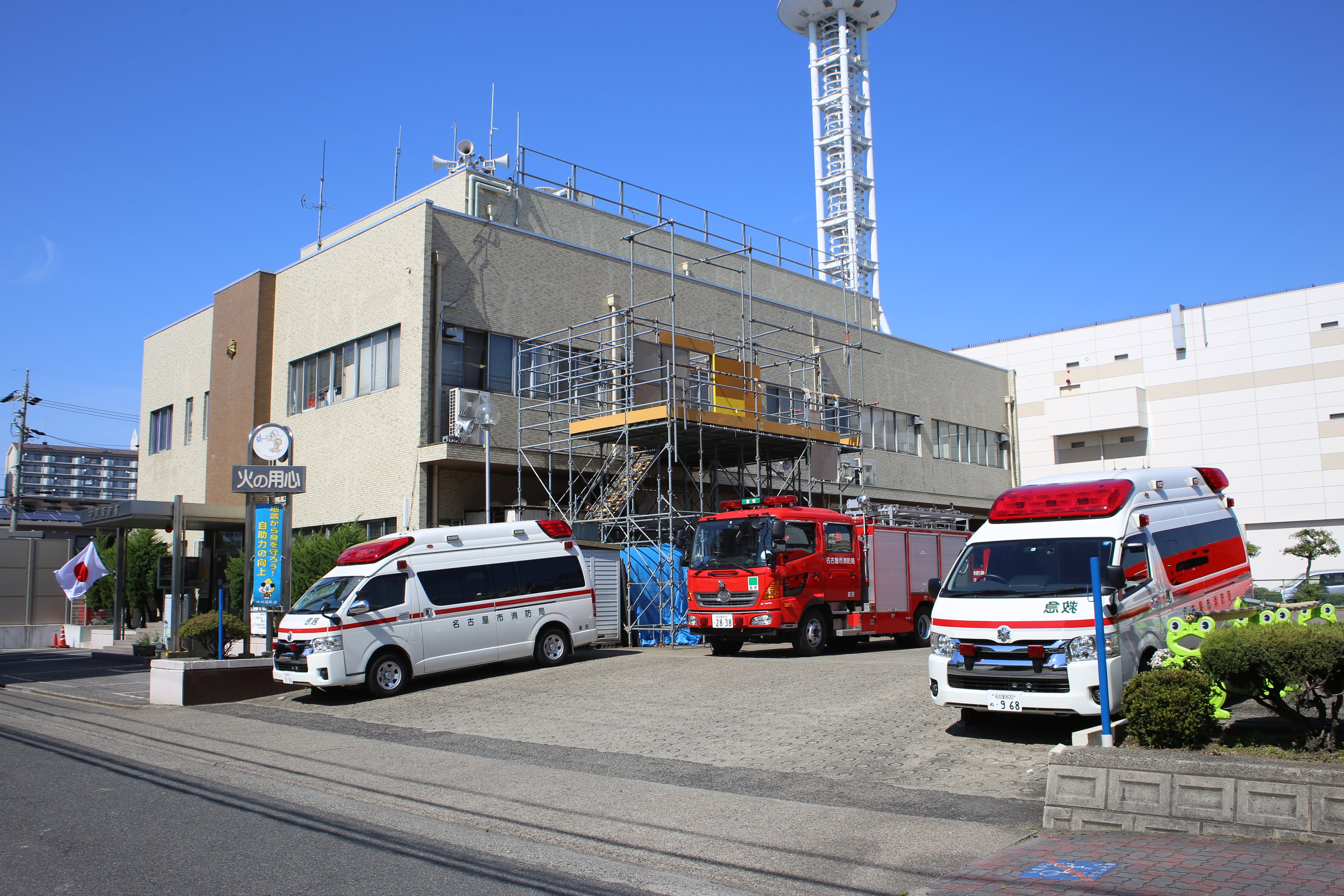
名古屋市中川消防署（2019年5月）
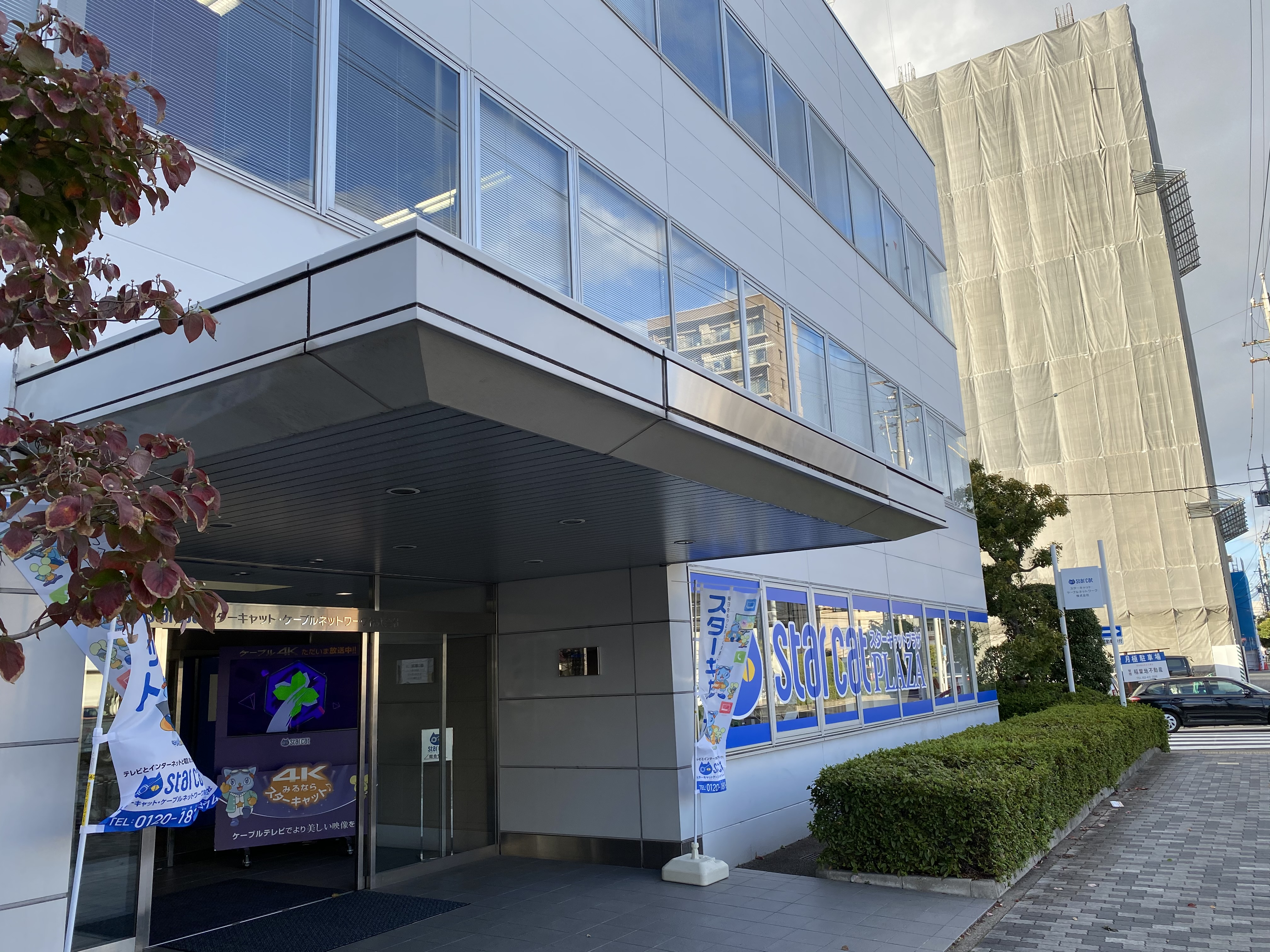
スターキャット（2019年11月）
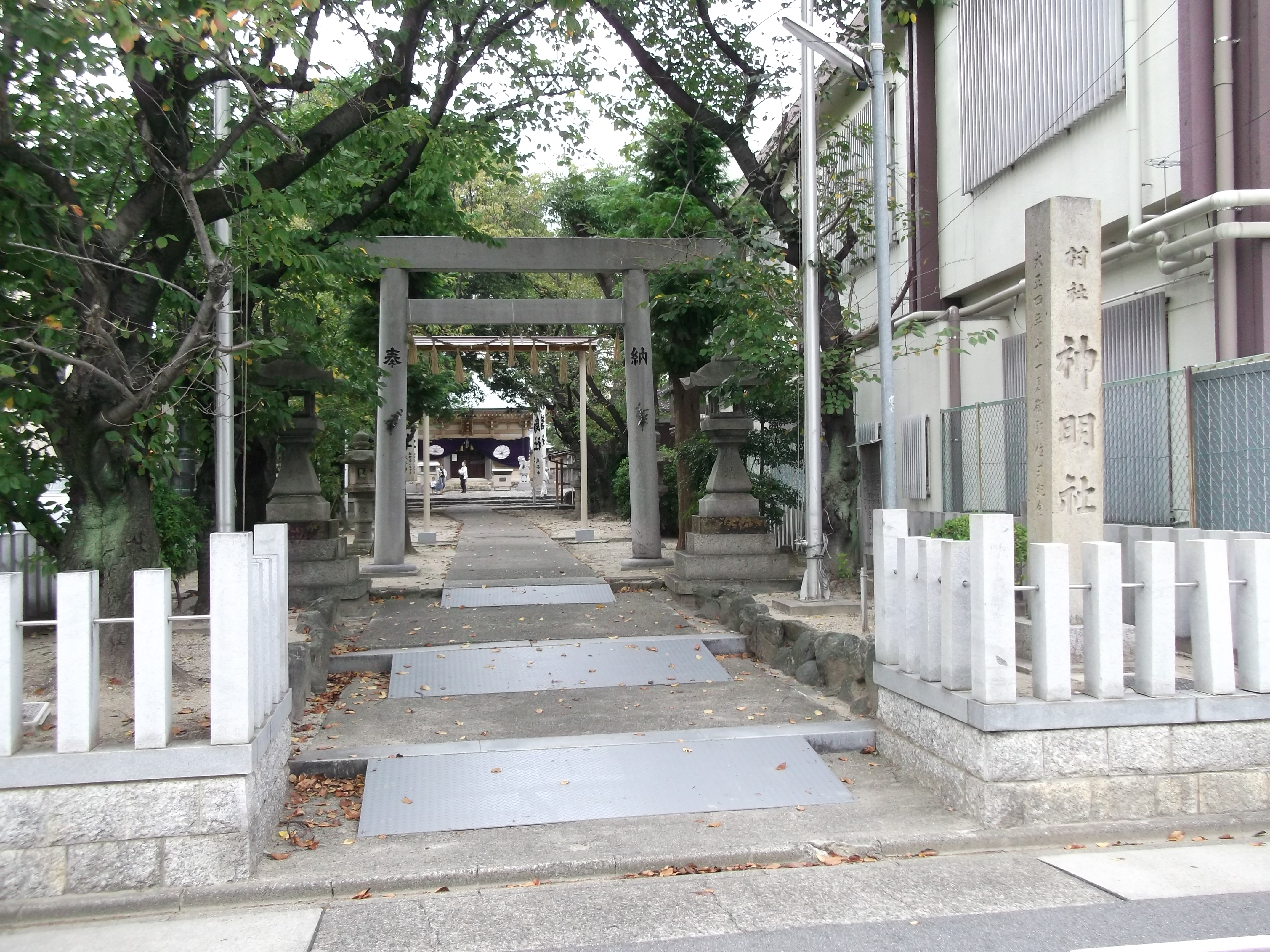
神明社（2014年10月）

## 交通

### 鉄道
- 名古屋市営地下鉄東山線 高畑駅

### 道路
- 愛知県道29号弥富名古屋線（八熊通）

## 郵便番号
- 454-0911[WEB 2]（集配局：中川郵便局[WEB 12]）。

### WEB
1. 1 2  “町・丁目(大字)別、年齢(10歳階級)別公簿人口(全市・区別)”.   名古屋市 (2019年1月23日). 2019年1月23日閲覧。
2. 1 2  “郵便番号”.  日本郵便. 2019年2月10日閲覧。
3. ↑  “市外局番の一覧”.   総務省. 2019年1月6日閲覧。
4. ↑  “中川区の町名一覧”.   名古屋市 (2015年10月21日). 2019年2月13日閲覧。
5. ↑  総務省統計局 (2014年3月28日). “平成7年国勢調査の調査結果(e-Stat) - 男女別人口及び世帯数 －町丁・字等” (CSV). 2019年4月27日閲覧。
6. ↑  総務省統計局 (2014年5月30日). “平成12年国勢調査の調査結果(e-Stat) - 男女別人口及び世帯数 －町丁・字等” (CSV). 2019年4月27日閲覧。
7. ↑  総務省統計局 (2014年6月27日). “平成17年国勢調査の調査結果(e-Stat) - 男女別人口及び世帯数 －町丁・字等” (CSV). 2019年4月27日閲覧。
8. ↑  総務省統計局 (2012年1月20日). “平成22年国勢調査の調査結果(e-Stat) - 男女別人口及び世帯数 －町丁・字等” (CSV). 2019年4月27日閲覧。
9. ↑  総務省統計局 (2017年1月27日). “平成27年国勢調査の調査結果(e-Stat) - 男女別人口及び世帯数 －町丁・字等” (CSV). 2019年4月27日閲覧。
10. ↑  “市立小・中学校の通学区域一覧”.   名古屋市 (2018年11月10日). 2019年1月14日閲覧。
11. ↑  “平成29年度以降の愛知県公立高等学校（全日制課程）入学者選抜における通学区域並びに群及びグループ分け案について”.   愛知県教育委員会 (2015年2月16日). 2019年1月14日閲覧。
12. ↑  郵便番号簿 平成29年度版 - 日本郵便. 2019年02月10日閲覧 (PDF)

### 書籍
1. 1 2 3 4 5 6 7  名古屋市計画局 1992, p. 818.
2. ↑  「角川日本地名大辞典」編纂委員会 1989, p. 1488.
3. ↑  名古屋市計画局 1992, p. 468.
4. 1 2 3 4 5 6 7  名古屋市計画局 1992, p. 819.
5. ↑  名古屋市計画局 1992, p. 817.
6. ↑  名古屋市計画局 1992, p. 820.
7. 1 2  中川区制施行50周年記念誌編集委員会 1987, p. 325.
8. ↑  中川区制施行50周年記念誌編集委員会 1987, p. 329.
9. ↑  中川区制施行50周年記念誌編集委員会 1987, p. 369.
10. ↑  中川区制施行50周年記念誌編集委員会 1987, p. 370.
11. 1 2  中川区制施行50周年記念誌編集委員会 1987, p. 366.